# (5621) Erb
(5621) Erb es un asteroide perteneciente a asteroides que cruzan la órbita de Marte descubierto el 23 de septiembre de 1990 por Kenneth J. Lawrence desde el Observatorio del Monte Palomar, Estados Unidos.

## Designación y nombre
Designado provisionalmente como 1990 SG4. Fue nombrado Erb en honor de Brian y Dona Erb, amigos del descubridor. Brian es subdirector de la Agencia Espacial Canadiense, oficial de enlace canadiense del Centro Espacial Johnson de la NASA y asistente del gerente del programa para la estación espacial. Dona es ingeniera de software que trabaja en instalaciones de control en tierra. Ambos están trabajando actualmente en la estación espacial. Los Erbs jugaron un papel importante en la generación del interés del descubridor en las ciencias espaciales.

## Características orbitales
Erb está situado a una distancia media del Sol de 2,302 ua, pudiendo alejarse hasta 3,191 ua y acercarse hasta 1,413 ua. Su excentricidad es 0,386 y la inclinación orbital 5,545 grados. Emplea 1276,19 días en completar una órbita alrededor del Sol.

## Características físicas
La magnitud absoluta de Erb es 14. Tiene 3,302 km de diámetro y su albedo se estima en 0,425. 